# 합창 올림픽
합창 올림픽(Choir Olympics, 독일어: Chorolympiade) 또는 월드 콰이어 게임(World Choir Games)은 독일의 인터쿨투르 재단에서 주관하는 세계 규모의 합창 대회이다.

## 역대 대회

### 제1회 월드 콰이어 게임
제1회 월드 콰이어 게임은 2000년 7월 7일부터 7월 16일까지 오스트리아 린츠(Linz)에서 열렸다. 60개국, 342개 합창단, 합창단원 15,000명이 참가하였다. 월드 콰이어 게임의 서막으로, 세계 최초로 많은 합창단과 합창단원들이 참여하였다.

### 제2회 월드 콰이어 게임
제2회 월드 콰이어 게임은 2002년 10월 19일부터 10월 27일까지 대한민국 부산광역시에서 열렸다. 48개국, 288개 합창단, 합창단원 8,000명이 참가하였다. 아시아에서 처음 올린 대회였다.

### 제3회 월드 콰이어 게임
제3회 월드 콰이어 게임은 2004년 7월 8일부터 7월 18일까지 독일 브레멘에서 열렸다. 83개국, 360개 합창단, 합창단원 18,000명이 참가하였다. 세계에서 가장 큰 합창축제이자 대회였다.

### 제4회 월드 콰이어 게임
제4회 월드 콰이어 게임은 2006년 7월 15일부터 7월 26일(전반부 7월 15일 ~ 7월 20일, 후반부 7월 21일 ~ 7월 26일)까지 중화인민공화국 푸젠성 샤먼시에서 열렸다. 80개국, 512개 합창단, 합창단원 25,000명이 참가하였다. 중국 역사상 처음으로 80개국에서 합창단이 참여한 대규모 국제 행사였다.

### 제5회 월드 콰이어 게임
제5회 월드 콰이어 게임은 2008년 7월 9일부터 7월 19일까지 오스트리아 그라츠(Graz)에서 열리며, 90 개국, 600 개 합창단, 합창단원 30,000명이 참가할 예정이다.

### 제6회 월드 콰이어 게임
제6회 월드 콰이어 게임은 2010년 7월 15일부터 7월 26일까지 중화인민공화국 저장성 사오싱 시에서 열렸다.

### 제7회 월드 콰이어 게임
제7회 월드 콰이어 게임은 2012년 7월 4일부터 7월 14일까지 미국 오하이오주 신시내티에서 열렸다.

### 제8회 월드 콰이어 게임
제8회 월드 콰이어 게임은 2014년 7월 9일부터 7월 19일까지 라트비아 리가에서 열렸다.

### 제9회 월드 콰이어 게임
제9회 월드 콰이어 게임은 2016년 7월 6일부터 7월 16일까지 러시아 소치에서 열렸다.

### 제10회 월드 콰이어 게임
제10회 월드 콰이어 게임은 2018년 7월 4일부터 7월 14일까지 남아프리카공화국 츠와니에서 열렸다.